# Al-Nasir Yusuf
Pour les articles homonymes, voir An-Nasir.
Al-Malik an-Naser Salah ad-Dîn Yusuf, né en 1230 et mort après 1260, est le dernier sultan ayyoubide d'Alep de 1236 à 1260 et de Damas de 1250 à 1260. Il est fils d'El-Malek el-Aziz Mohammed, émir d'Alep, petit-fils d'El-Malik ed-Zahir Ghazi, émir d'Alep, et arrière-petit-fils de Saladin, sultan d'Égypte et de Syrie.

## Biographie
Il succède à son père en 1236, et il y a une régence de sa mère Daifa Khatun, étant donné qu'il n'avait alors que six ans. Il est proclamé majeur en 1242, à la mort de cette dernière. En 1248, il prend Homs à un de ses cousins, mais Malik al-Salih Ayyoub, sultan d'Égypte, prend fait et cause pour El-Malek el-Ashref Modaffer ed-Din Musa, l'émir dépossédé, et assiège Homs. L'arrivée à Chypre de la septième croisade, conduite par Louis IX de France, et la médiation d'Al-Musta'sim, le calife abbasside de Bagdad, oblige les Ayyoubides à conclure la paix.
Après Chypre, la croisade débarque en Égypte et prend Damiette le 6 juin 1249. Ayyoub, revenu en Égypte, mène la résistance, mais meurt de maladie peu après. L'armée croisée en profite pour avancer jusqu'à Mansourah, mais l'épidémie l'affaiblit, l'oblige à faire demi-tour et la fait capturer par les soldats mamelouks. Le 2 mai 1250, les mamelouks assassinent le nouveau sultan Tûrân Châh, fils d'Ayyoub et prennent le pouvoir.
Aybak, le nouveau sultan mamelouk, demande l'allégeance de la Syrie musulmane, mais les dirigeants de Damas refusent le nouveau régime et se rallient à Al-Nasir Yusuf, qui fait son entrée à Damas le 9 juillet 1250 et unifie la Syrie sous son autorité. Il occupe également sans difficulté Gaza, mais Aybak fait proclamer l'Égypte possession du calife de Bagdad et, fort de cette légitimité, envoie ses troupes réoccuper Gaza en octobre 1250. Le 11 décembre 1250, l'armée d'Al-Nasir quitte Damas en direction de l'Égypte. Elle rencontre l'armée mamelouk à 'Abbâsa le 2 février 1251 et la bataille commence à tourner en faveur des Syriens quand les Mamelouks de Damas désertent et se rallient à Aybak.
Pour Saint-Louis, la question est de savoir à qui s'allier, entre les Ayyoubides et les Mamelouks, mais comme ces derniers détiennent encore des croisés prisonniers, il n'a guère le choix et s'allie aux Mamelouks en mai 1252. Mais le monde musulman s'alarme d'une telle alliance et le calife dépêche un envoyé pour empêcher une nouvelle guerre entre musulmans.
En 1255, Aybak subit une révolte d'une partie des mamelouks et certains d'entre eux, dont Baybars, se réfugient à Damas et veulent l'entrainer à la guerre contre l'Égypte, mais le calife intervient encore en faveur de la paix, et Aybak cède même toute la Palestine musulmane à Yusuf et les deux sultans concluent une trêve de dix ans. Quatre ans plus tard, un autre danger survient : les Mongols, conduits par Hulagu envahissent le monde musulman, prennent Bagdad, mettent fin au califat abbasside, puis envahissent la Syrie et prennent Alep (30 janvier pour la ville et 25 février 1260 pour la citadelle) puis Damas (1er mars 1260 pour la ville et 4 avril 1260 pour la citadelle). Al-Nasir Yusuf a préféré fuir les Mongols plutôt que défendre ses villes mais, au moment d'entrer en Égypte, préfère se rendre aux Mongols plutôt que de se livrer aux Mamelouks. Kitkuba, le lieutenant d'Hulagu, lui promet même de le réinstaller en tant que sultan de Damas quand la conquête de l'Égypte sera achevée. Mais ce sont les Mamelouks qui battent les Mongols à `Aïn Jâlûd le 3 septembre 1260, les repoussent et occupent la Syrie musulmane.

## Mariage et enfant
Une seule épouse lui est connue, Maleka Khatum, fille de Kay Qubadh Ier, sultan de Roum.
Il a eu un fils, Al-Aziz, mentionné par Abul-Feda comme ayant apporté des présents à Hulagu en 1258.

### Sources
- René Grousset, Histoire des croisades et du royaume franc de Jérusalem - III. 1188-1291 L'anarchie franque, Paris, Perrin, 1936 (réimpr. 2006), 902 p.
- Amin Maalouf, Les Croisades vues par les Arabes, J’ai lu, 1983 (ISBN 978-2-290-11916-7)